# 19313 Shibatakazunari
19313 Shibatakazunari este o planetă minoră (asteroid), cu un diametru de 4,846 km, din centura de asteroizi. A fost descoperită pe 6 noiembrie 1996 la Kitami Observatory⁠(d) de Kin Endate. 
Obiectul prezintă o orbită caracterizată de o semiaxă mare de 2,6016153 UAi, o excentricitate de 0,16, o înclinație de 13,7269 ° în raport cu ecliptica.